# Nephroma isidiosum
Nephroma isidiosum är en lavart som först beskrevs av William Nylander och fick sitt nu gällande namn av Vilmos Kőfaragó-Gyelnik. 
Nephroma isidiosum ingår i släktet Nephroma och familjen Nephromataceae. Arten har ej påträffats i Sverige.